# Malangsfjorden
Malangen or Malangsfjorden (en sami septentrional: Málatvuotna and en kven: Malankivuono) es un fiordo situado entre los municipios de Balsfjord, Lenvik, Målselv y Tromsø, Noruega. El fiordo recorre hacia el sureste entre Senja y Kvaløya y hacia tierra firme en el límite entre Balsfjord y Lenvik.
El fiordo, de 60 km de longitud, se extiende desde el faro de Hekkingen, cerca de la costa de Senja, hasta la villa de Nordfjordbotn. Hacia el interior, se ramifica en 4 fiordos más pequeños: Nordfjorden, Aursfjorden, Målselvfjorden y Rossfjorden. El río Målselva desemboca en el Målselvfjorden. Hay varias localidades en la costa del fiordo (Mortenhals, Mestervik y Ryossfjordstraumen).

## Etimología
El nombre Malangen viene del nórdico antiguo mál que significa «bolsa» y se refiere a la forma holgada del fiordo. La misma palabra da nombre al río Målselva, cuya cuenca pasa por los valles de Målselvdalen y Bardu. El segundo elemento viene de la palabra angr que significa «ensenada» o «fiordo».

## Historia
Históricamente, ha tenido una gran importancia para el establecimiento de asentamientos noruegos de la Edad Media..En el siglo XIII, el rey Haakon IV de Noruega le otorgó tierras a gente de Bjarmaland en Malangen para vivir. Desde 1871 hasta 1964, el terreno que rodeaba al fiordo pertenecían al antiguo municipio de Malangen.